# Sénat (Somalie)
Chambre haute
Pour les autres articles nationaux ou selon les autres juridictions, voir Sénat.
Mandature 2022-2026
Parlement fédéral de transition
Bâtiment du Sénat
La Chambre haute (en somali : Aqalka Sare ; en arabe : الغرفة العليا, alghurfat aleulya) — aussi dit Sénat — est la chambre haute du Parlement fédéral de la Somalie, créée en 2012.

## Composition
La Chambre haute est composée 54 membres maximum selon l'article 72 de la Constitution.

## Élection
Les 54 membres de la Chambre haute sont élus au scrutin indirect par les membres des 18 assemblées régionales qui existait en Somalie avant 2011,.